# Рудзицький Артур Йосипович
Арту́р Йо́сипович Рудзи́цький (нар. 14 червня 1968, Київ) — український історик літератури, книгознавець, видавець, громадський діяч.

## Біографія
Онук діяча української та російської культури В. Н. Вайсблата (1882—1945) та вченого-цукрознавця А. А. Рудзицького
(нар.1898 у Каунасі, Литва), правнук головного київського рабина Н. Я. Вайсблата, двоюрідний онук видатного українського перекладача Євгена Дроб'язко та фотохудожника-сюрреаліста Мана Рея (Емануїла Рудзицького).
Почав друкувати статті з історії книги з 14 років (газета «Друг читача»). Закінчив поліграфічний факультет Київського політехнічного інституту за спеціальністю «Книгознавство». Автор покажчика змісту журналів «Искусство в Южной России» (АН УРСР, 1989, друге видання доповнене та виправлення — 2018, видавництво 'Алмаз', Нью-Йорк), монографії «Еміль Преторіус» (1992), передмови до «Народних оповідань» класика єврейської літератури І.-Л. Переца в пер. М. Зерова та В. Вайсблата (1994, друге видання з ілюстраціями Олександра Ройтбурда, Київ, 2019), статей в російських та українських періодичних виданях й енциклопедіях («Мистецтво України», «Книга»). Статті (близько 200) присвячені життю та творчості Ю. Меженка, П. Тичини, Бруно Шульца, Е. Лілієна, ілюстраціям до «Кобзаря» Т. Шевченка, балетмейстеру Л. Мясіну, художникам Ришарду Горовицу, Сандро Фазіні, Феліксу Нуссбауму, Абраму Мінчину, Анні Старицькій, участі Росії в Міжнародній виставці друку та графіки в Ляйпцігу в 1914 р. Переклав українською мовою спогади скульптора Жака Ліпшиця про А. Модільяні (Всесвіт, 1990).
Багато років пропагує українське книговидання на книжкових виставках за кордоном (Італія, ФРН, Польща, Росія, Угорщина та інші).
У 2009 році Артур Рудзицький став ініціатором перевидання «Кобзаря» Т. Шевченка з ілюстраціями (в тому числі 18 кольоровими) Василя Седляра в художній редакції 1931 року Володимира Вайсблата. А. Рудзицький написав до цього видання післямову. Книгу видали київські видавництва «Дух і Літера» та «Оранта».
З 2009 року до липня 2010 редагував часопис «Арт-Україна», потім був членом редколегії.
Заснував 2014 року сторінку у Facebook, присвячену українському мистецтву — Ukrainian_Art, 2016 заснував науково популярний портал 'Забута Спадщина '- lostart.org.ua, 2018 р. заснував науково популярний портал Єврейський світ України — ju.org.ua.
За ініціативою А. Рудзицького ДППЗ «Укрпошта» видала: 2010 — ювілейний конверт «Володимир Перетц», 2012 — ювілейні конверти «Олександр Архипенко» та «Давид Бурлюк», 2013 — ювілейні конверти «Яків де Бальмен» та «Михайло Жук», 2019 — ювілейний конверт «Василь Седляр».
У вересні 2012 ініціативу Артура Рудзицького (разом с професором Дмитром Горбачовим) про перейменування у Києві вулиці Боженка у вулицю Казимира Малевича (на якій — тоді вул. Бульонська — 1879 року народився великий художник Казимир Малевич) підтримали депутати Київської міської ради.
8 лютого 2013 року за ініціативи Артура Рудзицького, за його та інших спонсорів кошти, на будинку Інституту філології Київського Національного університету імені Тараса Шевченка у Києві (бульв. Шевченка, 14) було встановлено Пам'ятну дошку академіку В. М. Перетцу авторства київських скульпторів  О. Ю. Сидорука та Б. Ю. Крилова.
Був разом із Збігнєвим Воланіним (директором Музею Никифора в Криниці) ініціатором проведення першої виставки представника «наївного» мистецтва Никифора (1895—1968) в Україні: 16.05-30.06.2013 р., Національний Музей українського народного мистецтва в Києві.
2019 — видана монографія А.Рудзицького «Ілюстратор „Кобзаря“ Василь Седляр та його доба» (Київ, Мистецтво). Книга отримала спеціальну нагороду на Львівському книжковому Форумі (вересень, 2019) та стала першою в номінації «Візитівка» Всеукраїнського рейтингу «Книжка року-2019» (лютий 2020).
2020 — підготував «Вибрані афоризми» Григорія Сковороди з ілюстраціями Олександра Ройтбурда (видавництво «Фоліо»).
2020 — підготував та разом з Книжковою палатою України видав мемуари Миколи Адріановича Прахова «Страницы прошлого».
2020 — підготував та видав art-book «Вибрані афоризми» Станіслава Єжи Леца (переклад — Андрія Павлишина, художник — Олександр Ройтбурд).
2020 — видавець (та автор післямови) «Кобзаря» Тараса Шевченка зі всіма ілюстраціями Василя Седляра.
2021 — ініціатор впровадження в Україні Дня пам'яті українців, які рятували євреїв під час Другої світової війни. Проект постанови № 4479 на засіданні Верховної Ради 2 лютого підтримали 344 нардепа.
2021 — підготував та видав твори Лесі Українки з ілюстраціями уродженця Дрогобича Ефраїма Лілієна (про Е. Лілієна передмова А. Рудзицького).
2021 — підготував та видав Перську класичну поезію в перекладі Агатангела Кримського.
2021 — підготував та видав Вибрані твори Юліуша Словацького в перекладі Євгена Дроб'язка і Максима Рильського (Rudzitsky Collection, Київ, 2021).
Президент (1996 — до січня 2013) Всеукраїнської асоціації видавців та розповсюджувачів преси (ВАВРП), керівник (з 2010 р.) Асоціації європейських журналістів — AEJ-Ukraine, член Міжнародного Товариства Й. Гутенберга (Майнц, ФРН), Міжнародної Асоціації мистецтвознавців AICA (Париж, Франція), Міжнародного Товариства польських журналістів та письменників APAJTE (Париж, Франція), Польського Товариства істориків мистецтва (Варшава, Польща).

## Матеріали
- Інтерв'ю з Артуром Рудзицьким // (журнал «Українська культура»)
- Д. Соколов. Россия, Украина и периодика // «Курьер печати» (Москва).
- О. Гончарова. «Кардос» идет на Украину" // «РБК daily», 18.01.2007
- А. Скоцик. Два часа без газет // «Marketing Media Review», № 2 (28)13.11.2006.]
- Ілюстратор Кобзаря
- Леонід Фінберг: цікаві історії про цікаві книжки//Kyiv Daily. 30.06.2021
- Виставка творчості Нікіфора їде в Україну
- Костянтин Родик. Лорди Парадоксу: візуально-вербальний будильник Станіслава Єжи Леца[1]